# Pomatiidae
Pomatiidae är en familj av snäckor. Pomatiidae ingår i ordningen landlungsnäckor, klassen snäckor, fylumet blötdjur och riket djur.
Familjen innehåller bara släktet Pomatias.

## Bildgalleri

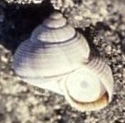